# Марківська волость (Старобільський повіт)
Марківська волость — історична адміністративно-територіальна одиниця Старобільського повіту Харківської губернії із центром у слободі Марківка.
Станом на 1885 рік складалася з 10 поселень, 3 сільських громад. Населення — 8404 особи (4209 чоловічої статі та 4195 — жіночої), 1247 дворових господарств.
|                     | Площа, десятин | У тому числі орної, дес. |
| ------------------- | -------------- | ------------------------ |
| Сільських громад    | 27686          | 27686                    |
| Приватної власності | —              | —                        |
| Казенної власності  | 449            | —                        |
| Іншої власності     | 248            | 248                      |
| Загалом             | 28383          | 18623                    |

Основні поселення волості станом на 1885:
- Марківка — колишня державна слобода при річці Деркул за 62 версти від повітового міста, 7284 особи, 1078 дворових господарства, 4 православні церкви, постоялий двір, 10 лавок, базари, 4 щорічних ярмарки.

Найбільші поселення волості станом на 1914 рік:
- слобода Марківка — 10083 мешканці.

Старшиною волості був Онопрієнко Корній Данилович, волосним писарем — Диденко Олександр Андрійович, головою волосного суду — Меженський Влас Миколайович.